# Pterogonium beyrichianum
Pterogonium beyrichianum là một loài Rêu trong họ Leucodontaceae. Loài này được Hampe mô tả khoa học đầu tiên năm 1879.